# Potamon (Potamon) pealianum
Potamon (Potamon) pealianum is een krabbensoort uit de familie van de Potamidae.